# Crise politique pakistanaise de 2009-2012
La crise politique pakistanaise de 2009-2012 ou conflit politico-judiciaire est une crise politique caractérisée par une suite d'affaires judiciaires visant des hauts postes politiques, dont le président de la République et le Premier ministre. 
La crise débute peu après le mouvement des avocats qui se conclut par le rétablissement en mars 2009 de nombreux juges révoqués en 2007. Le 26 décembre 2009, la Cour suprême annule l'ordonnance nationale de réconciliation qui amnistiait de nombreux hommes politiques, pour des faits de corruption surtout, dont le président de la République Asif Ali Zardari. La Cour suprême enjoint alors au gouvernement pakistanais de demander aux autorités suisses la réouverture des enquêtes pour détournement de fonds présumés contre le président Asif Ali Zardari. Cependant, le Premier ministre Youssouf Raza Gilani refuse, rétorquant l'immunité dont bénéficie le président. Après de nombreuses demandes, la Cour suprême inculpe Youssouf Raza Gilani pour outrage à la justice le 13 février 2012, puis il est reconnu coupable le 26 avril, et le 19 juin il est reconnu inapte et démis de ses fonctions. Le nouveau Premier ministre, nommé le 22 juin, Raja Pervez Ashraf, refuse également les injonctions de la cour, et risque d'être inculpé à son tour.
Cette affaire discrédite le gouvernement civil et accroit les critiques contre le président Asif Ali Zardari. Pour certains, cette crise est favorable au pouvoir militaire, qui profiterait de l'affaiblissement des autorités civiles. Certains accusent même le pouvoir militaire de chercher le départ du président, en représailles par rapport à l'« affaire du mémo ». Le principal parti d'opposition, la Ligue musulmane du Pakistan (N) et le Mouvement du Pakistan pour la justice demande des élections anticipées, alors que le scrutin est théoriquement prévu pour mars 2013.

## Contexte: le mouvement des avocats

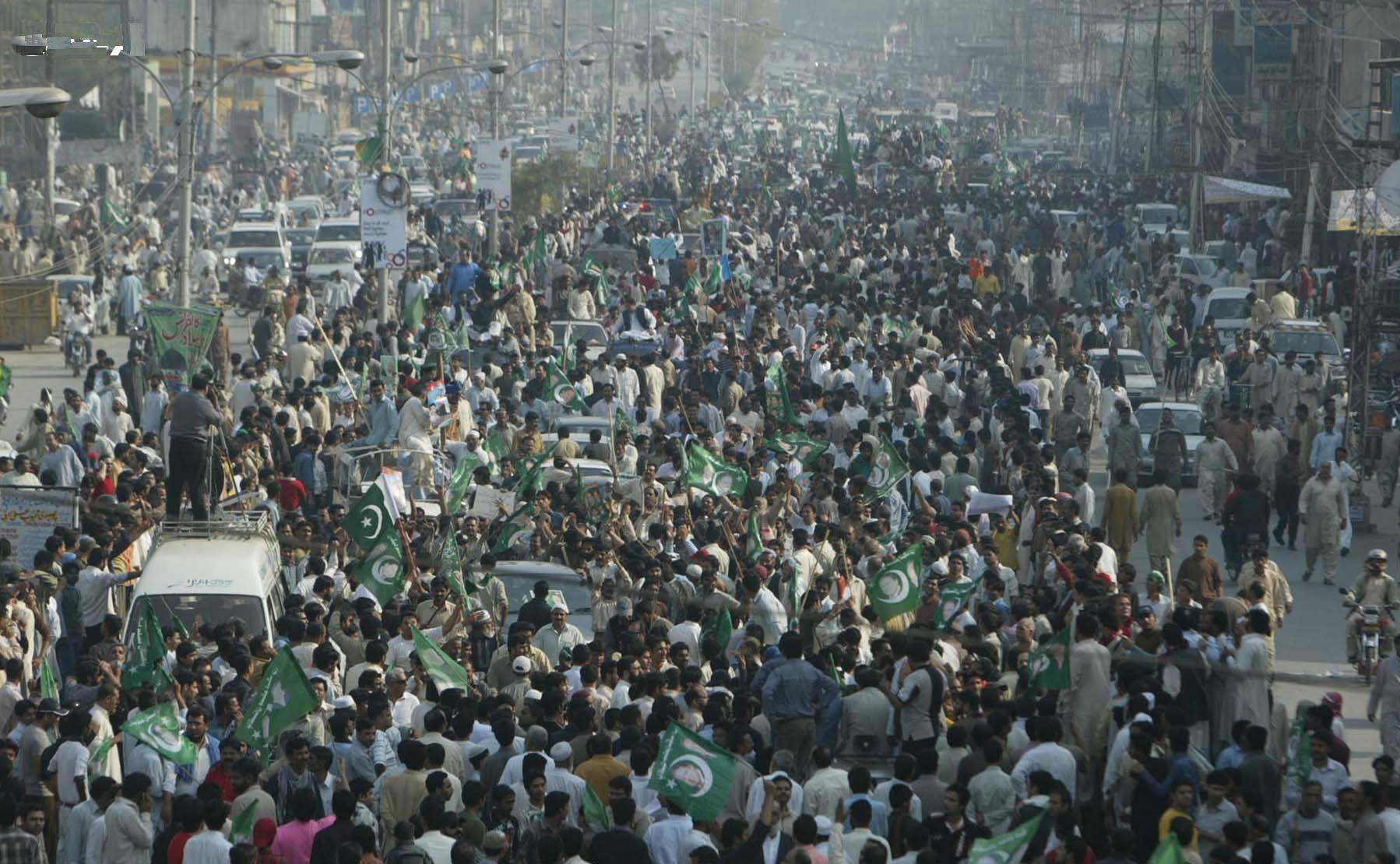
La « longue marche » lancée par Nawaz Sharif en mars 2009 à Lahore, dans le cadre du mouvement des avocats.

Le 5 octobre 2007, le président Pervez Musharraf, arrivé au pouvoir suite un coup d’État militaire, promulgue une « ordonnance nationale de réconciliation » qui amnistie plus de 8 000 personnes, dont 34 hommes politiques, surtout membres de l'opposition, pour des accusations de corruption, détournement de fonds, blanchiment d'argent, meurtres et terrorisme, entre le 1986, et le coup d’État du 12 octobre 1999. Pervez Musharraf justifie cette ordonnance dans un objectif de réconciliation nationale, et arguant que beaucoup de procédures judiciaires en cours depuis près de dix ans n'avaient abouti à aucun jugement. Toutefois, cette ordonnance est surtout vue comme une mesure pour permettre à Benazir Bhutto, la dirigeante de l'opposition, de rentrer au Pakistan en vue des élections législatives prévues début 2008. L'ordonnance amnistie également son époux, Asif Ali Zardari.
Il faut souligner que le Pakistan est l'un des pays les plus corrompus au monde, classé au 42e rang parmi 180 pays en 2009 par Transparency International.
Le 12 octobre 2007, le président de la Cour suprême Iftikhar Muhammad Chaudhry suspend l'ordonnance nationale de réconciliation, ouvrant un conflit entre l'autorité judiciaire et le pouvoir exécutif.
Le 3 novembre 2007, le président Pervez Musharraf décrète l’État d'urgence, suspend la Constitution, et peut ainsi révoquer de nombreux juges de la Cour suprême, dont son président, et des Hautes Cours, qui sont normalement irrévocables, selon la Constitution. Le 27 février 2008, le nouveau président de la Cour suprême réinstaure l'ordonnance nationale de réconciliation. Ces mesures provoquent le début du « mouvement des avocats », mouvement populaire lancé par les juges et avocats du pays, qui réclame le rétablissement des juges, et plus largement le renforcement de l’État de droit et de la démocratie. Il est soutenu par plusieurs partis d'opposition, dont le Parti du peuple pakistanais de Benazir Bhutto.
Les élections législatives du 18 février 2008 aboutissent à la défaite de la Ligue musulmane du Pakistan (Q) qui soutenait Pervez Musharraf, et ce dernier démissionne le 18 août. Cependant, le nouveau gouvernement ne réinstaure pas les juges révoqués, alors que le nouveau président de la République, Asif Ali Zardari, profite de l'ordonnance nationale de réconciliation. Le mouvement des avocats se poursuit donc, et s’intensifie début 2009, avec le soutien du chef de l'opposition Nawaz Sharif. Finalement, les juges révoqués sont tous rétablis en mars 2009, et le 16 décembre 2009, la Cour suprême annule à nouveau l'ordonnance nationale de réconciliation
Ainsi, c'est cette dernière décision de la Cour suprême qui provoque la crise politique, puisque la réouverture des procédures judiciaires est ainsi possible contre le président Asif Ali Zardari.

## Déroulement de la crise

### Injonctions de la Cour suprême
La Cour suprême enjoint alors au gouvernement pakistanais de demander aux autorités suisses la réouverture des enquêtes pour détournements de fonds présumés contre le président Asif Ali Zardari. La justice suisse avait lancé une enquête concernant les comptes bancaires que Zardari détenait en Suisse. Cependant, le Premier ministre Youssouf Raza Gilani refuse, rétorquant l'immunité dont bénéficie le président. 

### Poursuites pour outrage à la justice contre Gilani
Après de nombreuses demandes, la Cour suprême inculpe Youssouf Raza Gilani pour outrage à la justice (Contempt of court) le 13 février 2012. Le 12 février, il avait prévenu qu'en cas d'inculpation, il perdrait automatiquement son poste de Premier ministre mais il continue pourtant de rester en poste et reçoit notamment le soutien de ses partenaires de coalitions au Parlement. Le 26 avril, il est reconnu coupable d'outrage et est condamné à une peine symbolique, c'est-à-dire être retenu environ trente secondes dans la Cour suprême le temps de la lecture de l'acte, alors que la peine maximale possible était de six mois de prison. Après de nouvelles injonctions de la Cour ignorées par le Premier ministre, le 19 juin il est reconnu inapte et démis de ses fonctions. Le Parti du peuple pakistanais accepte cette décision, et cherche donc un nouveau Premier ministre.

### Nouveau Premier ministre
Le président de la République accepte la révocation du Premier ministre et choisit donc d'en nommer un nouveau. Ahmad Mukhtar, ministre de la défense, et Makhdoom Shahabuddin figurent alors parmi les favoris. Le président choisit Makhdoom Shahabuddin comme candidat le 20 juin, mais celui-ci est immédiatement soupçonné par la justice de trafic de drogue, ayant accordé à un laboratoire de Multan des quotas illégaux d'éphédrine. Raja Pervez Ashraf est désigné comme nouveau candidat le 21 juin, puis il est élu grâce au soutien de la coalition au Parlement le 22 juin avec 211 voix contre 89 voix pour le candidat de l'opposition, de la Ligue musulmane du Pakistan (N).
Cependant, le nouveau Premier ministre se voit lui aussi enjoint par la Cour d'écrire la lettre aux autorités suisses, et refuse à nouveau au nom de l'immunité du président. Le gouvernement fait alors voter au Parlement une loi garantissant au Premier ministre une immunité pour les outrages à la justice, cependant la loi est jugée anti-constitutionnelle par la Cour et annulée le 3 août. Le 8 août 2012, la Cour suprême demande à Raja Pervez Ashraf de comparaitre devant la Cour le 27 août.